# Lliga feroesa de futbol
La Lliga feroesa de futbol, també coneguda com a Betrideildin pel seu patrocinador, és la màxima competició futbolística que es disputa a les illes Fèroe. La lliga va ser fundada el 1942.
Fou anomenada Meisteradeildin entre 1942 i 1975, i 1. Deild entre 1976 i 2004. A partir de 2005 començà a denominar-se amb el nom de patrocinadors: Formula Deildin (2005-2008), Vodafone Deildin (2009-2011) Effo Deildin (2012-2017) i Betrideidlin (des del 2018).

## Clubs participants en la lliga 2021

### Primera divisió

#### Betri Deildin Menn (Primera divisió masculina)[5]
| Equip           | Ciutat                | Estadi               | Capacitat |
| --------------- | --------------------- | -------------------- | --------- |
| B68 Toftir      | Toftir                | Svangaskard          | 6.000     |
| B36 Tórshavn    | Tórshavn              | Gundadalur           | 5.000     |
| EB/Streymur     | Streymnes             | Við Margáir          | 2.000     |
| HB Tórshavn     | Tórshavn              | Gundadalur           | 5.000     |
| ÍF Fuglafjørður | Fuglafjørður          | Fuglafjørður Stadium | 3.000     |
| KÍ Klaksvík     | Klaksvík              | Við Djúpumýrar       | 4.000     |
| NSÍ Runavík     | Runavík               | Við Løkin            | 2.000     |
| 07 Vestur       | Sørvágur              | á Dungasandi         | 500       |
| TB Tvøroyri     | Tvøroyri/Trongisvágur | Við Stórá Stadium    | 4.000     |
| Víkingur Gøta   | Norðragøta            | Sarpugerði           | 3.000     |

Font: Scoresway Arxivat 2018-07-09 a Wayback Machine.

#### Betri Deildin Kvinnur (Primera divisió femenina)[7]
| Equip           | Ciutat               | Estadi | Capacitat |
| --------------- | -------------------- | ------ | --------- |
| KÍ Klaksvík     | Klaksvík             | ?      | -         |
| B36 Tórshavn    | Tórshavn             | ?      | -         |
| ÍF/Víkingur/B68 | Streymnes/Norðragøta | ?      | -         |
| HB Tórshavn     | Tórshavn             | ?      | -         |
| EBS/Skála       | Streymnes/Skála      | ?      | -         |
| B36 Tórshavn    | Tórshavn             | ?      | -         |
| NSÍ             | Runavík              | ?      | -         |
| 07 Vestur       | Sørvágur             | ?      | -         |

### Segona divisió

#### 1. Deild Menn (Segona divisió masculina)
| Equip           | Ciutat     | Estadi         | Capacitat |
| --------------- | ---------- | -------------- | --------- |
| B71             | Sandur     | Inni í Dal     | 2000      |
| Vikingur II     | Norðragøta | Sarpugerði     | 3000      |
| KÍ II           | Klaksvík   | Injector Arena | 4000      |
| B36 II          | Tórshavn   | Gundadalur     | 5000      |
| HB II           | Tórshavn   | Gundadalur     | 5000      |
| EB/Streymur II  | Streymnes  | Við Margáir    | 2000      |
| NSÍ II          | Runavík    | Við Løkin      | 2000      |
| Argja Bóltfelag | Argir      | Argir Stadium  | 2.000     |
| Skála ÍF        | Skála      | Skála Stadium  | 1.500     |
| FC Suðuroy      | Vágur      | Á Eiðinum      | 3000      |

Font: Scoresway Arxivat 2018-07-09 a Wayback Machine.

#### 1. Deild Kvinnur (Segona divisió femenina)[8]
| Equip          | Ciutat     | Estadi | Capacitat |
| -------------- | ---------- | ------ | --------- |
| AB/B71         | Sandur     | ?      | -         |
| AB/B71 II      | Argir      | ?      | -         |
| HB II Tórshavn | Tórshavn   | ?      | -         |
| TB/FCS/Royn    | Tvøroyri   | ?      | -         |
| NSÍ II         | Runavík    | ?      | -         |
| KÍ II          | Klaksvík   | ?      | -         |
| Vikingur II    | Norðragøta | ?      | -         |
| B36 II         | Tórshavn   | ?      | -         |
| EBS Skála II   | Skála      | ?      | -         |
| MB             |            |        |           |

### Tercera divisió

#### 2. Deild Menn (Tercera divisió masculina)
| Equip          | Ciutat   | Estadi                   | Capacitat |
| -------------- | -------- | ------------------------ | --------- |
| Skála ÍF II    | Skála    | Skála Stadium            | 1500      |
| Undrið FF      | Tórshavn | Gundadalur Niðari vøllur | 500       |
| FC Hoyvík      | Tórshavn | Hoyvíksvøllur            | 1000      |
| NSÍ III        | Runavík  | Við Løkin                | 2000      |
| B68 II         | Toftir   | Svangaskard              | 6000      |
| TB Tvøroyri II | Tvøroyri | Við Stórá Stadium        | 4000      |
| Royn           | Hvalva   | Á Skørinum               | 2000      |
| AB II          | Argir    | Argir Stadium            | 2000      |
| 07 Véstur II   | Sørvágur | ?                        | -         |
| IF II          |          |                          |           |

Font: Web oficial de la lliga feroesa de futbol. Arxivat 2019-10-02 a Wayback Machine.

## Historial
Campions de la lliga feroesa masculina de futbol.

### Meistaradeildin
| - 1942: KI Klaksvik (1) - 1943: TB Tvoroyri (1) - 1944: no es disputà - 1945: KI Klaksvik (2) - 1946: B36 Torshavn (1) - 1947: SI Sorvagur (1) - 1948: B36 Torshavn (2) - 1949: TB Tvoroyri (2) - 1950: B36 Torshavn (3) - 1951: TB Tvoroyri (3) - 1952: KI Klaksvik (3) - 1953: KI Klaksvik (4) | - 1954: KI Klaksvik (5) - 1955: HB Torshavn (1) - 1956: KI Klaksvik (6) - 1957: KI Klaksvik (7) - 1958: KI Klaksvik (8) - 1959: B36 Torshavn (4) - 1960: HB Torshavn (2) - 1961: KI Klaksvik (9) - 1962: B36 Torshavn (5) - 1963: HB Torshavn (3) - 1964: HB Torshavn (4) - 1965: HB Torshavn (5) | - 1966: KI Klaksvik (10) - 1967: KI Klaksvik (11) - 1968: KI Klaksvik (12) - 1969: KI Klaksvik (13) - 1970: KI Klaksvik (14) - 1971: HB Torshavn (6) - 1972: KI Klaksvik (15) - 1973: HB Torshavn (7) - 1974: HB Torshavn (8) - 1975: HB Torshavn (9) |

### 1. Deild
| - 1976: TB Tvøroyri (4) - 1977: TB Tvøroyri (5) - 1978: HB Tórshavn (10) - 1979: ÍF Fuglafjørður (1) - 1980: TB Tvøroyri (6) - 1981: HB Tórshavn (11) - 1982: HB Tórshavn (12) - 1983: GÍ Gøta (1) - 1984: B68 Toftir (1) - 1985: B68 Toftir (2) | - 1986: GÍ Gøta (2) - 1987: TB Tvøroyri (7) - 1988: HB Tórshavn (13) - 1989: B71 Sandur (1) - 1990: HB Tórshavn (14) - 1991: KÍ Klaksvík (16) - 1992: B68 Toftir (3) - 1993: GÍ Gøta (3) - 1994: GÍ Gøta (4) - 1995: GÍ Gøta (5) | - 1996: GÍ Gøta (6) - 1997: B36 Tórshavn (6) - 1998: HB Tórshavn (15) - 1999: KÍ Klaksvík (17) - 2000: VB Vágur (1) - 2001: B36 Tórshavn (7) - 2002: HB Tórshavn (16) - 2003: HB Tórshavn (17) - 2004: HB Tórshavn (18) |

### Premier League
- 2005:  B36 Tórshavn (8)
- 2006:  HB Tórshavn (19)
- 2007:  NSÍ Runavík (1)
- 2008:  EB/Streymur (1)
- 2009:  HB Tórshavn (20)
- 2010:  HB Tórshavn (21)
- 2011:  B36 Tórshavn (9)
- 2012:  EB/Streymur (2)
- 2013:  HB Tórshavn (22)
- 2014:  B36 Tórshavn (10)
- 2015:  B36 Tórshavn (11)
- 2016:  Víkingur Gøta (1)
- 2017:  Víkingur Gøta (2)
- 2018:  HB Tórshavn (23)
- 2019:  KÍ Klaksvík (18)
- 2020:  HB Tórshavn (24)
- 2021:  KÍ Klaksvík (19)
- 2022:  KÍ Klaksvík (20)
- 2023:  KÍ Klaksvík (21)
- 2024:  Víkingur Gøta (3)